# Rina Aiuchi
Rina Aiuchi (in giapponese 愛内里菜; Higashiōsaka, 31 luglio 1980) è una cantante giapponese, attiva dal 2000 al 2010.

## Discografia

### Album in studio
- 2001 – Be Happy
- 2002 – Power of Words
- 2003 – A.I.R.
- 2004 – Playgirl
- 2006 – Delight
- 2008 – Trip
- 2009 – Thanx
- 2010 – Last Scene

Altri album
- 2003 – Rina Aiuchi Remixes ～ Cool City Production vol. 5
- 2003 – Single Collection
- 2009 – All Singles Best ～Thanx 10th Anniversary～
- 2010 – Colors